# Audi Typ M

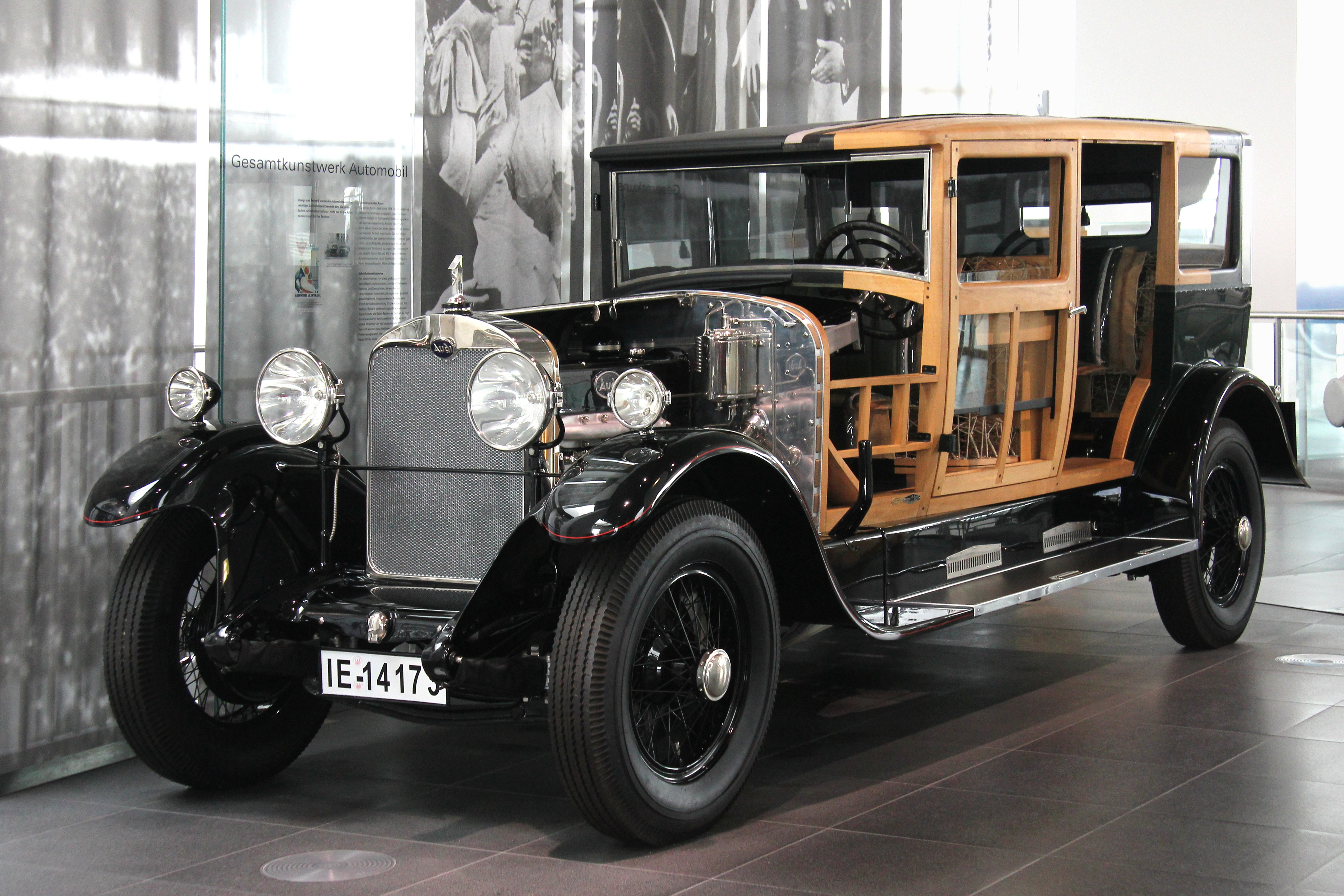
„Gemischtbauweise“ der Karosserie: Bleche, die auf ein Skelett aus Holz genagelt sind

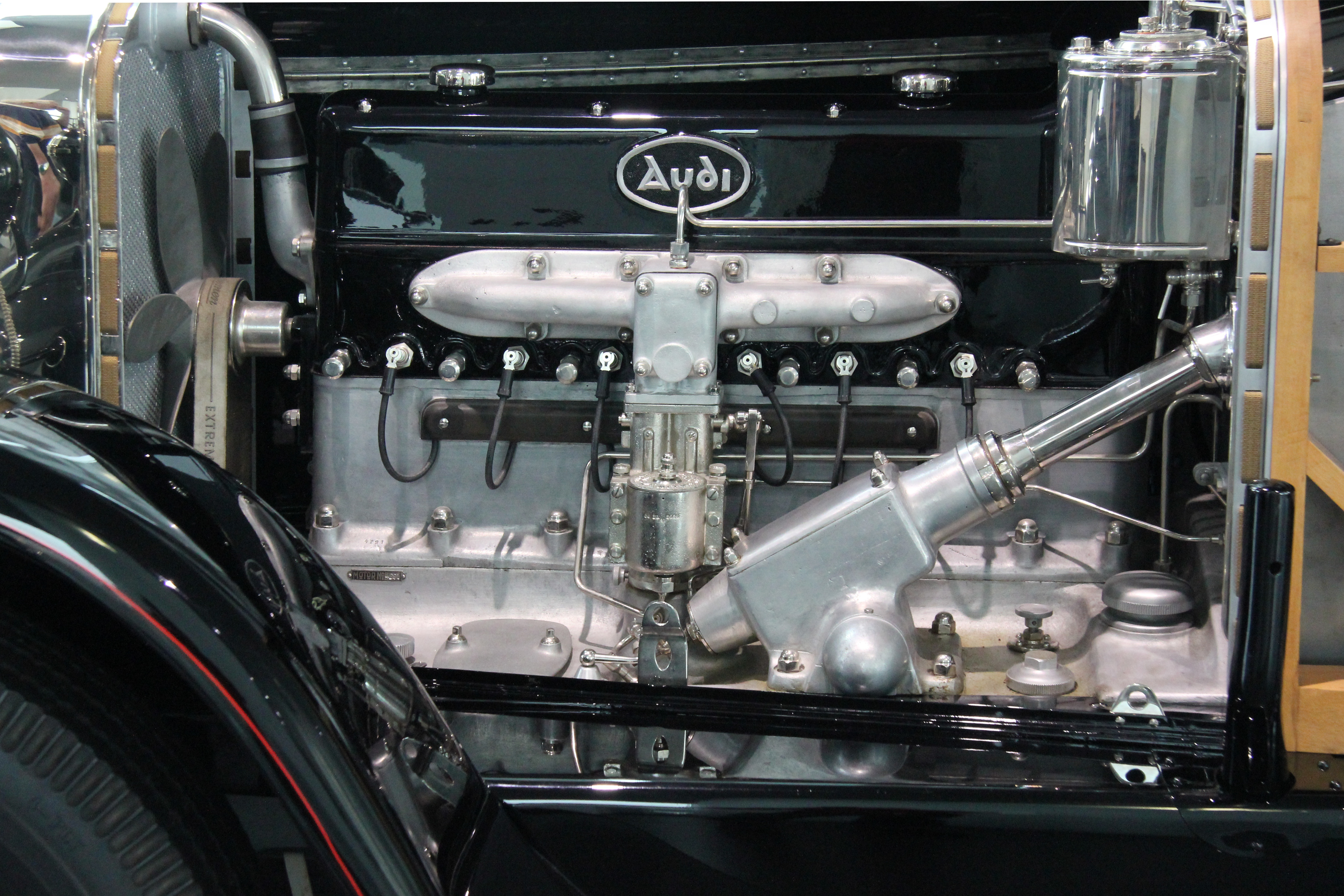
Sechszylindermotor mit Steigstromvergaser, rechts davon das Lenkgetriebe

Der Audi 18/70 PS Typ M war ein Oberklasse-Pkw mit Sechszylindermotor der Audiwerke AG Zwickau. Der erste Audi mit mechanisch-hydraulischer Vierradbremse wurde im Herbst 1923 auf der Automobilausstellung Berlin als Nachfolger des Typ K mit Vierzylindermotor gezeigt.

## Modellgeschichte und Technik
Neben den beiden Prototypen entstanden 228 Typ M von 1925 bis 1928. Heute existieren noch drei Fahrzeuge und ein Fahrgestell. Nachfolger war der ab 1927 gefertigte Typ R „Imperator“ mit Achtzylindermotor.
Einige Innovationen machten 1923 den Audi 18/70 PS Typ M zum Blickfang der Berliner Automobilausstellung: Der aus einer Aluminiumlegierung gefertigte Motorblock war glattflächig gestaltet; die obenliegende Nockenwelle wurde von einer Königswelle angetrieben; erstmals wurde die Ansaugluft gefiltert; ein im Getriebe untergebrachter Kompressor erleichterte das Aufpumpen der Reifen.
Das Fahrzeug hatte einen vorn eingebauten Sechszylinder-Reihenmotor mit 4,7 Liter Hubraum, der 70 PS (51,5 kW) bei 2500/min leistete. Der Motor hatte eine siebenfach gelagerte Kurbelwelle, Zwangsschmierung mit Ölkühler und eine thermostatisch geregelte Wasserkühlung. Über ein Vierganggetriebe mit Schalthebel in der Wagenmitte trieb er die Hinterräder an. Der Wagen hatte vorn und hinten eine blattgefederte Starrachse. Mit einem Preis von 22.300 Reichsmark war die viertürige Pullman-Limousine eines der teuersten Autos im Deutschen Reich und brachte Audi dem Konkurs sehr nahe.

## Technische Daten
| Typ M (18/70 PS)      | Typ M (18/70 PS)                                    |
| --------------------- | --------------------------------------------------- |
| Baujahre              | 1925–1928                                           |
| Aufbauten             | PL4                                                 |
| Motor                 | Reihen-Sechszylinder-Viertakt-Ottomotor             |
| Ventilsteuerung       | OHC-Ventilsteuerung (obengesteuert) mit Königswelle |
| Bohrung × Hub         | 90 mm × 122 mm                                      |
| Hubraum               | 4655 cm³                                            |
| Nennleistung          | 70 PS (51,5 kW) bei 2500/min                        |
| Verbrauch             | 22–25 l/100 km                                      |
| Höchstgeschwindigkeit | 120 km/h, Dauergeschwindigkeit 100 km/h             |
| Leergewicht           | 2500 kg                                             |
| Bordspannung          | 12 Volt                                             |
| Länge                 | 5500 mm                                             |
| Breite                | 1850 mm                                             |
| Höhe                  | 2050 mm                                             |
| Radstand              | 3750 mm                                             |
| Spur vorn/hinten      | 1450 mm/1450 mm                                     |

- PL4 = 4-türige Pullman-Limousine